# کوه دیولتی‌داغ
کوه دیولتی‌داغ (به لاتین: Mount Dyultydag) یک رشته‌کوه و کوه در روسیه است که در داغستان واقع شده‌است. کوه دیولتی‌داغ ۴٬۱۲۷ متر بالاتر از سطح دریا واقع شده‌است.